# Antonio Saverio De Luca
Antonio Saverio De Luca (ur. 28 października 1805, zm. 28 grudnia 1883) – włoski duchowny rzymskokatolicki. Biskup ordynariusz Aversa (1845-1853), arcybiskup tytularny Tarsus (1853-1863), nuncjusz w Bawarii (1853-1856) i Austro-Węgrzech (1856-1863). Kreowany kardynałem na konsystorzu w 1863. Prefekt Świętej Kongregacji ds. Indeksu (1864-1878), kamerling Świętego Kolegium Kardynalskiego (1873-1874). Uczestnik konklawe 1878. Kardynał biskup Palestriny i wicekanclerz Kancelarii Apostolskiej i prefekt Świętej Kongregacji ds. Studiów (1878-1883).